# Ole Scheeren

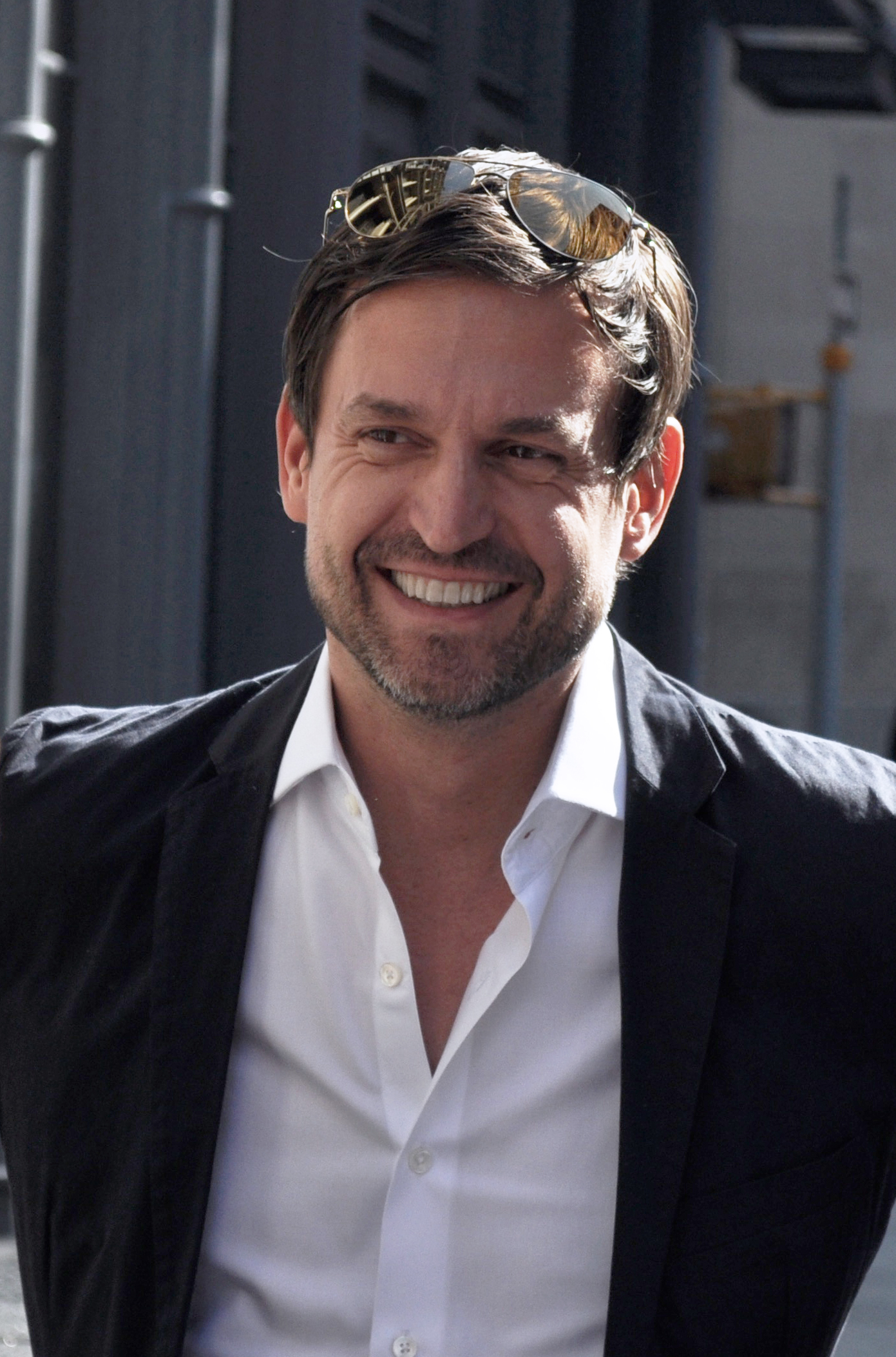
Ole Scheeren en Nueva York (septiembre de 2016)

Ole Scheeren (Karlsruhe, 6 de enero de 1971) es un arquitecto alemán. Es director principal del estudio de arquitectura Büro Ole Scheeren Group con oficinas en Beijing, Hong Kong, Berlín y Bangkok y profesor invitado en la Universidad de Hong Kong desde enero de 2010.

## Biografía

### Vida personal
Es hijo del arquitecto alemán Dieter Scheeren, que fue profesor de arquitectura e ingeniería civil en la Universidad de Ciencias Aplicadas de Rin-Meno en Wiesbaden, Hesse.
A los 14 años trabajó en la oficina de su padre ayudando con los diseños de mobiliario y a los 21 años recibió y finalizó su primer proyecto de arquitectura.

### Trayectoria académica y profesional
Realizó sus estudios en el Instituto Tecnológico de Karlsruhe (KIT) y en la Escuela Politécnica Federal de Lausana (EPFL). Se graduó como arquitecto en la Architectural Association de Londres en el año 2000 y recibió la Medalla de Plata del Real Instituto de Arquitectos Británicos (RIBA) por su tesis "MexT Project" que analizaba fenómenos sociales, territoriales y económicos en relación con el espacio y con la arquitectura.
Después de trabajar en Alemania, Nueva York y Londres, empezó a trabajar junto con Rem Koolhaas en la Office for Metropolitan Architecture (OMA) en 1995 en Róterdam. En 2002 se convirtió en socio principal y en director de la oficina responsable de todos los proyectos en Asia.
Como director de las oficinas de Hong Kong y Pekín se encargó de los proyectos más ambiciosos de OMA hasta la fecha y dirigió el diseño y la construcción de la Sede de la Televisión Central de China y el Centro Cultural de la Televisión TVCC en Pekín. Otros proyectos fueron el MahaNakhon, un rascacielos de 314 metros de altura de uso mixto en Bangkok; el Scotts Tower, un rascacielos de apartamentos de lujo con 153 metros de altura en Singapur; The Interlace, un complejo de 1000 apartamentos en Singapur nombrado "World Building of the Year" en 2015 en el World Architecture Festival (WAF); un proyecto urbanístico para el nuevo centro de la ciudad de Shenzhen así como el Performing Arts Center, un centro de artes escénicas en Taipéi.
Fue también responsable de otros proyectos de OMA entre los que se incluyen la Casa del Libro de Pekín y el Epicentro Prada en Shanghái. Desde 1998 dirigió los trabajos que OMA realizó para la firma Prada y finalizó las tiendas centrales Prada de Nueva York (2001) y Los Ángeles (2004). Dirigió otros muchos proyectos, como el del Museo de Arte del Condado de Los Ángeles (LACMA), el Leeum Cultural Center en Seúl o el plan urbanístico para la isla de Penang en Malasia.
A partir del 1 de marzo de 2010, dejó su puesto en OMA para establecerse por su cuenta y fundó Büro Ole Scheeren Group.
Scheeren ha contribuido numerosas veces en diversos proyectos relacionados con el arte y la cultura, incluyendo el "International High-rise Award", "China Design Now" en Londres, "Cities on the Move" en Londres y Bangkok, "Media City" en Seúl, el Festival de Cine de Róterdam y el Film Rock Festival en Tailandia y Venecia. En 2006 diseñó dos exposiciones para el MOMA en Nueva York y en Beijing relacionadas con el proyecto de la Sede de la Televisión Central de China (CCTV).
Escribe e imparte conferencias de manera regular y hace de jurado en diversos premios y competiciones internacionales de arquitectura. En septiembre de 2015 dio una charla en el prestigioso evento TED en Londres con el título "¿Por qué la gran arquitectura debe contar una historia?.

## Premios
- 2015: World Building of the Year 2015 - por The Interlace, Singapur
- 2015: Best Mixed-Use Development 2015 – Tailandia – Asia Pacific Property Awards - por MahaNakhon, Bangkok
- 2014: Global Urban Habitat Award – The Inaugural CTBUH Urban Habitat Award - por The Interlace, Singapur
- 2013: Best Tall Building Worldwide – 12th Annual CTBUH Awards - por la Sede de la Televisión Central de China (CCTV), Pekín
- 2012: Best Futura Project – MIPIM Asia Awards - por DUO, Singapur
- 2010: Green Mark Gold Plus, Building and Construction Authority - por The Interlace, Singapur
- 2010: Best Architecture – Asia Pacific Property Awards - por The Interlace, Singapur
- 2008: Architecture’s Ten Best – The New Yorker - por la Sede de la Televisión Central de China (CCTV), Pekín
- 2008: Best Building Site – Wallpaper* - por la Sede de la Televisión Central de China (CCTV), Pekín
- 2008: Best New Global Design – International Architecture Awards - por la Sede de la Televisión Central de China (CCTV), Pekín
- 2008: International Highrise Award, Frankfurt - finalista por la Sede de la Televisión Central de China (CCTV), Pekín
- 2007: The World’s Most Ambitious Projects – The Times - por la Sede de la Televisión Central de China (CCTV), Pekín
- 2000: RIBA Silver Medal (Royal Institute of British Architects)
- 1997: Studienstiftung des Deutschen Volkes
- 1990: Scheffel Medal (Student's Award in Baden-Württemberg)